# VaVa
VaVa, pseudonimo di Mao Yanqi (毛衍七S, Máo yǎn qīP; Ya'an, 29 ottobre 1995), è una rapper cinese.

## Biografia
VaVa, le cui principali influenze musicali sono Jay Chou, Rihanna e Little Simz, è salita alla ribalta grazie alla sua partecipazione al programma televisivo The Rap of China di iQiyi, dove si è classificata tra i primi quattro. Sempre nel 2017 ha reso disponibile l'album in studio di debutto 21, contenente la traccia My New Swag utilizzata nel film Crazy & Rich e nel videogioco Just Dance 2020, oltre a intraprendere una tournée di 10 città a supporto della promozione dell'LP.
Ai Global Chinese Music Awards, tenutisi il 14 novembre 2018, l'artista ha rifiutato un premio a lei riservato, motivando il proprio gesto a causa della «scarsa organizzazione della cerimonia». Nell'agosto 2019 ha conseguito un contratto discografico con la Warner Music China, etichetta che produrrà qualche mese dopo il secondo disco della rapper.

## Discografia

### Album in studio
- 2017 – 21
- 2019 – Mao Yanqi
- 2022 – V-Mistery

### EP
- 2018 – 21 Part II
- 2020 – Vow
- 2020 – Cháo gē mù yàn, shàng juǎn
- 2021 – Cháo gē mù yàn, xià juǎn

### Singoli
- 2018 – Shuōchàng dàdì (con Kozay)
- 2018 – People on the Move
- 2018 – 4
- 2019 – Queen Is Back
- 2019 – Rainbow
- 2019 – Lie
- 2020 – Let's Go (feat. Gai)
- 2021 – Red Lipstick On
- 2021 – So Bad (feat. Jackson Wang)
- 2021 – Red (con 22Bullets)
- 2021 – If
- 2022 – CX330
- 2022 – Hundred Times (con Lizzy Wang)
- 2022 – Jìng zhōng rén (con Air e Vinida Weng)
- 2022 – Huā mùlán
- 2022 – First Bump
- 2022 – Autumn (con Ox1de)
- 2023 – Rì jìn dòu jīn 2023
- 2023 – Chéngbǎo (con Wù dū)
- 2023 – Dǎ qǐ shǒugǔ tiào qǐwǔ
- 2023 – New Rules
- 2023 – Hé yǐngzǐ tiàowǔ (feat. Mao Buyi)
- 2023 – Guàshuài
- 2023 – Bēnpǎo nǚhái
- 2023 – Wǔyè pàiduì (con BooM e KeyNG)
- 2023 – Wait a Minute (con Gina Alice)
- 2024 – One of a Kind
- 2024 – Estia
- 2024 – Heading to Jingmen (con Air)
- 2024 – Free
- 2024 – Lonely Island (con Step.Jad)
- 2024 – Herstory (con Cent3e, Among, Tián mì Zetah e Zhōuzǐqiàn)
- 2024 – Chom'Yami (con Sjookzee)
- 2025 – Kuǐlěi (feat. Jiā mù)
- 2025 – Wǒ de (feat. Benzo & Gali)

### Collaborazioni
- 2018 – New World (Krewella e Yellow Claw feat. VaVa)